# Miraž
Miraž (rusko Мираж, fatamorgana) je ruska disko zasedba, ustanovljena leta 1986 v Sovjetski zvezi.
Skupino je ustanovil ruski skladatelj Andrej Litjagin, ki je hkrati tudi producent in avtor glasbe večine njihovih skladb. Njihov slog glasbe je bil močan vpliv takratnih uveljavljenih disko skupin kot sta bili na primer Modern Talking in Bad Boys Blue. Skupina je znana po številnih ženskih vokalih.
Nam je najbolj znana po skladbi »Музыка нас связала (Glasba naju povezuje)« iz leta 1989 iz njihovega drugega studijskega albuma Spet skupaj (Снова вместе); saj sta si jo pri veliki dance uspešnici iz devetdesetih "Nemirna kri" iz istoimenskega albuma iz leta 1995 sposodila Sendi in Daniel.

## Diskografija

### Albumi
- 1987: Звёзды нас ждут (Zvezde nas čakajo)
- 1989: Снова вместе (Spet skupaj)
- 2008: Не в первый раз (Ni bilo prvič)
- 2009: Тысяча звёзд (Tisoč zved)
- 2013: Отпусти меня! (Pusti mi oditi!)

## Uradna stran
- Fatamorgan uradna stran